# Luciano Suriani
Luciano Suriani (* 11. januar 1957) je italijanski cerkveni dostojanstvenik Katoliške Cerkve, ki je sedaj apostolski nuncij v Bolgariji in Severni Makedoniji in sicer od leta 2022.

## Življenjepis
Suriani je rojen 1957 v Atessi pri Chietiju v Abrucih v jugovzhodni Italiji. Duhovniško posvečenje je prejel 5. avgusta 1981 ter je inkardiniran škofiji Chieti-Vasto. Dosegel je doktorat iz cerkvenega prava na Papeški cerkveni akademiji.

## Diplomatske službe
V diplomatsko službo Svetega sedeža je vstopil 1. junija 1990 in delal najprej kot svetovalec v apostolski nunciaturi v Švici v papeški misiji za Slonokoščeno obalo, v oddelku za odnose z državami pri Državnem tajništvu.
Papež Benedikt XVI. ga je 22. februarja 2008 imenoval za nuncija v Boliviji in naslovnega nadškofa Amiternumskega.  26. aprila 2008 ga je v škofa posvetil kardinal Tarcisio Bertone SDB.

Na položaju nuncija v Boliviji ga je 22. septembra - že po devetih mesecih službovanja - zamenjal Giambattista Diquattro. Suriani je zaprosil za novo dodelitev zaradi zdravstvenih težav, povezanih z visoko nadmorsko višino, saj se La Paz nahaja 3640 metrov nad morsko gladino.
24. septembra 2009 je bil imenovan za Vatikanskega državnega tajnika. Kot delegat za papeške odposlance je postal odgovoren za usklajevanje diplomatskih dejavnosti Svetega sedeža.
7. decembra 2015 ga je papež Frančišek imenoval za nuncija v Srbiji.
13. maja 2022 ga je papež Frančišek imenoval za nuncija v Makedoniji in Bolgariji, kjer je v službi do danes (30. maj 2024).

## Odlikovanja
Uradni naziv odlikovanja: Ordine al Merito della Repubblica Italiana (Red za zasluge Italijanske republike). Na predlog ministrskega sveta je prejel odlikovanje 19. januarja 1999 na Kvirinalu
Uradni naziv odlikovanja: Grande Ufficiale dell'Ordine al Merito della Repubblica Italiana (Veliki častnik reda za zasluge Italijanske republike). Na pobudo Predsedstva ministrskega sveta republike Italije je prejel odlikovanje 18. aprila 2015 na Kvirinalu 